# Бранислав Јовановић (политичар)
Бранислав Јовановић (23. новембар 1955) је српски политичар. У Народној скупштини Републике Србије био је од 2007. до 2013. године као посланик Г17 плус и Уједињених региона Србије. Такође је служио у Савезној скупштини Југославије и био на истакнутој општинској функцији у Нишу.

## Рани живот и приватна каријера
Јовановић је рођен у Нишу, у тадашњој Социјалистичкој Републици Србији у ФНРЈ. Дипломирао је на Правном факултету Универзитета у Нишу и почео да ради у текстилној компанији НИТЕКС 1980. године. Био је генерални директор компаније од 2000. до 2003. године, након што су га на ту функцију изабрали њени радници током превирања који су се десили након пада власти Слободана Милошевића.

## Политичка каријера

### За време Милошевићеве управе
Јовановић је водио месну организацију Српског покрета обнове (СПО) у Нишу током 1990-их и био је истакнути противник Милошевића.
СПО је учествовао на локалним изборима 1996. као део коалиције опозиционих партија Заједно. Када су први званични извештаји показали да је странка Заједно поражена у Нишу (као и Београду и другим већим градовима), неколико опозиционих личности је оптужило изборну крађу и организовало оно што је прерасло у серију демонстрација широм земље. Јовановић је био вођа протеста у Нишу и позвао присталице опозиције да остану мирни, оптужујући да Милошевићева влада тражи изговор за разбијање. Српска влада је на крају признала победу странке Заједно у Нишу и другде; као резултат тога, Зоран Живковић из Демократске странке (ДС) постао је градоначелник Ниша, док је Јовановић постао председник њеног извршног одбора. У фебруару 1997. најавио је свеобухватну реорганизацију локалне администрације, рекавши да ће на челу органа локалне самоуправе и предузећа бити лица „која нису крала или склапала штетне уговоре, али су стручни, одговорни, етички и замењиви”.
Јовановић је учествовао и на парламентарним изборима 1996. (који су одржани упоредо са локалним изборима) као кандидат Заједно и постао део делегације алијансе у Већу грађана након што је освојила два од пет места у нишкој дивизији. Социјалистичка партија Србије и њени савезници победили су на овим изборима, а чланови Заједно су били у опозицији. Чини се да је Јовановић поднео оставку у савезној скупштини када је добио извршну функцију у локалној самоуправи Ниша.
Јовановић је био члан нишке изборне комисије током парламентарних избора 1997. и изразио је забринутост због транспарентности избора у посматрачку мисију Организације за европску безбедност и сарадњу (ОЕБС).
У јулу 1999. године, након НАТО бомбардовања Југославије, Јовановић је предводио Скупштину општине Ниш у усвајању предлога којим је захтевала оставку Слободана Милошевића на место председника Савезне Републике Југославије. Јовановић је друштвено-економске услове у Нишу описао као катастрофалне за то време, рекавши: „Пре рата је било 40.000 незапослених и 30.000 на плаћеном одсуству. Сада имамо још 10.000 незапослених“.
Док се неколико локалних савеза између ДС и СПО распало убрзо после избора 1996. (највише у Београду), Живковић и Јовановић су генерално задржали свој савез против Милошевићеве администрације нетакнутим до 2000. године. У јуну те године предводили су седеће демонстрације у знак подршке једанаест опозиционих активиста и новинара који су били приведени на демонстрацијама.
Избори 2000. године били су преломни тренутак у српској политичкој историји, који су довели до пада Милошевићеве администрације и победе Демократске опозиције Србије (ДОС). СПО, међутим, није учествовао у овој победи; водила је сопствену изборну листу и освојила само једно савезно место. Јовановић се поново кандидовао за место у Већу грађана и поражен је када СПО није успео да пређе изборни цензус у Нишу. На локалним изборима изгубио је и мандат у нишкој скупштини.

### После пада Милошевића
Неколико истакнутих чланова СПО у Нишу, међу којима и Јовановић, иступили су из странке у октобру 2000. године да би основали нову организацију под називом Народна странка правде под вођством Боривоја Боровића.
Зоран Живковић је крајем 2000. поднео оставку на место у Градском већу да би прихватио место у југословенској влади. Расписани су допунски избори за попуњавање места, а изабран је Јовановић. Године 2002. придружио се партији Г17 плус. Појавио се на седамдесет шестом месту на листи те странке на парламентарним изборима 2003; листа је освојила тридесет четири места, а он није био у њеној скупштинској делегацији. (Од 2000. до 2011. посланички мандати у Србији су се додељивали странкама или коалицијама спонзорима, а не појединачним кандидатима, а уобичајена пракса је била да се мандати додељују по бројчаном редоследу. Јовановић је могао да добије мандат упркос својој ниској позицији на листа – која је у сваком случају углавном била по азбучном реду – иако у овом случају није.)
Јовановић је био кандидат Г17+ за градоначелника на локалним изборима 2004. и победио га је Смиљко Костић из Нове Србије. Био је директор нишке јавне агенције за грађевинарство од 2004. до 2010. године, када је постао њен извршни директор.

### Посланик у Народној скупштини
Јовановић је на парламентарним изборима 2007. освојио осамдесету позицију на листи Г17 плус. Листа је освојила деветнаест мандата и овом приликом је Јовановић уврштен у њену делегацију. Странка се придружила нестабилној коалиционој влади коју су предводили ДС и ривалска Демократска странка Србије (ДСС), а Јовановић је био присталица администрације.
Коалиција ДС-ДСС распала се 2008. и расписани су нови избори. Г17+ учествовао на изборима на листи ДС-а За европску Србију; Јовановић, који је добио седамдесет седму позицију, изабран је за други мандат када је листа освојила 102 мандата. Након продужених преговора, савез За европску Србију формирао је нову коалициону владу са Социјалистичком партијом Србије, а Јовановић је поново био присталица министарства.
Изборни систем Србије реформисан је 2011. године, тако да су посланички мандати додељени по бројном редоследу кандидатима на успешним листама. За парламентарне изборе 2012. Г17 плус придружио се коалицији Уједињених региона Србије (УРС). Јовановић је на својој листи добио тринаесту позицију и поново је изабран на трећи мандат када је освојио шеснаест мандата. Српска напредна странка је после избора формирала нову коалицију са социјалистима и другим странкама, а УРС је учествовао у влади. У априлу 2013. Г17 плус се званично спојио са УРС.
УРС се повукао из коалиционе владе у септембру 2013, а Јовановић је истог месеца поднео оставку на место да би дозволио бившој министарки Верици Калановић да поново уђе у скупштину. Унапређен је на пето место на листи УРС-а за парламентарне изборе 2014, али листа није прешла цензус да добије заступљеност у скупштини.
УРС се потом распао, а Јовановић је постао оснивач странке Народног покрета Србије, коју је водио Мирослав Алексић. Ова странка је на парламентарним изборима 2016. изашла на коалиционој листи Социјалдемократске партије, Либерално демократске партије и Лиге социјалдемократа Војводине. Алексић је добио осму позицију и изабран је када је листа освојила тринаест мандата. Јовановић, коме је додељено тридесет шесто место, није изабран.

## Изборни рекорд

### Локално (Град Ниш)
| Кандидат                | Странка                           | Гласови   | %     |  | Гласови | %     |
| ----------------------- | --------------------------------- | --------- | ----- |  | ------- | ----- |
| Смиљко Костић           | Нова Србија – Велимир Илић        | 15,115    | 23.68 |  | 38,291  | 63.63 |
| Горан Ћирић (incumbent) | ДС–Борис Тадић                    | 18,640    | 29.21 |  | 21,887  | 36.37 |
| Драгољуб Стаменковић    | СРС–Томислав Николић              | 8,220     | 12.88 |  |         |       |
| Branislav Jovanović     | Г17 плус                          | 6,774     | 10.61 |  |         |       |
| Горан Илић              | ДСС–Војислав Коштуница            | 5,356     | 8.39  |  |         |       |
| Зоран Бојанић           | Покрет снага Србије–Богољуб Карић | 4,685     | 7.34  |  |         |       |
| Властимир               | СПС–Томислав Јовановић            | 3,692     | 5.78  |  |         |       |
| Љубивоје Славковић      | Група грађана: За Ниш             | see below |       |  |         |       |
| Сима Радуловић          | Група грађана: Лига за Ниш        | see below |       |  |         |       |
| Укупно важећих гласова  |                                   | 63,824    | 100   |  | 60,178  | 100   |